# 吳介民
吳介民（1962年9月19日—），美國哥倫比亞大學政治學博士(1998)，台灣政治學學者，現時任職中央研究院社會學研究所研究員，台灣守護民主平台協會成員。

## 生平
少年時代在宜蘭長大。1975年，因為郭雨新落選事件，讓他對政治開始好奇。中學時代到台北市求學，國立臺灣大學政治系畢業。在大學期間，曾參與野百合學運。至美國留學，取得哥倫比亞大學政治學博士，其指導教授為黎安友。回台後長年任教於國立清華大學，培養的知名學生包括葉國豪等。
2013年5月6日，參與起草《自由人宣言》，主張台海兩岸應共同加入國際人權體系，加強保障人權，以人權作為雙方交談基礎。

## 主要经历
- 中央研究院社會學研究所副研究員 (2011.08 - 2019.12)
- 國立清華大學社會學研究所副教授(2002.08 - 2011.07)
- 國立清華大學，當代中國研究中心(Center for Contemporary China)，執行委員(2003.05 - )
- 國立清華大學，當代中國研究中心，主任(2005.08 - 2007.07)
- 國立清華大學，當代中國研究中心，副主任(2003.08 - 2005.07)
- 國立清華大學與中央研究院合辦，中國研究學程（設於清大社會所乙組），召集人(2003 - 2006)
- 國立清華大學，社會學研究所，助理教授(1999.02 - 2002.07)

## 研究计划
- 計畫主持人，「解釋台灣抗爭政治的週期：2000-2024年」國科會專題研究計劃。 (2022 - 2024)
- 計劃主持人，「中國影響力運作機制及其效應：比較台灣、南韓、馬來西亞、與澳洲」，科技部專題研究計劃。 (2019 - 2021)
- 計劃主持人，「搜尋政治力位移的因素：社經條件變遷、政治抗爭週期、民意變動趨勢，台灣2000-2016年」，科技部專題研究計劃。 (2017 - 2019)
- 計劃主持人，「全球化、中國因素、政經社會變遷、與社會抗爭：台灣與香港的比較」，科技部專題研究計劃。 (2015.08 - 2017.07)

- 計畫主持人，「台資與中國珠三角發展模式變遷：1980年代迄今」專書寫作計畫 （計畫編號102-2410-H-001-051-MY2）。(2013.08.01 - 2015.07.31)
- 總計畫及子計畫主持人，整合型計畫「全球化與中國市場社會的形成」，專題研究計畫，行政院國家科學委員會。(2006 - 2009)
- 計畫主持人，「全球化與中國市場社會的形成：中國研究國際化之增能策略計畫」，國立清華大學研發處之教育部特別經費補助當代中國研究中心。(2007 - 2009)
- 計畫主持人，「中國研究國際化拔尖計畫」，國立清華大學研發處之教育部特別經費補助當代中國研究中心。(2006 - 2007)
- 主持人，國立清華大學當代中國研究中心「中國市場社會發展：現代性與後社會主義轉型」資料中心計畫，教育部顧問室補助。(2004 - 2006)
- 主持人，「中國研究－中國社會政治研究社群整合與議題深化」，專題研究計畫，行政院國家科學委員會。(2005.11 - 2006.07)

## 學術獎項與榮譽
- 美國社會學會2023年「國際學者全球和跨國社會學最佳專書獎」2023 Global and Transnational Sociology Best Publication (Book) by an International Scholar Award, the American Sociological Association (ASA)。獲獎專書：Rival Partners: How Taiwanese Entrepreneurs and Guangdong Officials Forged the China Development Model。
- 國科會111年度（2022）傑出研究獎。
- 2020年第九屆中央研究院人文及社會科學學術性專書獎。獲獎專書：《尋租中國：台商、廣東模式與全球資本主義》。
- 科技部2020最具影響力研究專書，人文及社會科學領域。獲獎專書：《尋租中國：台商、廣東模式與全球資本主義》。
- 2019年孫運璿學術獎最佳書籍。獲獎專書：《尋租中國：台商、廣東模式與全球資本主義》。

- 國科會科技人員國外短期研究(2007 - 2008)
- Fulbright Senior Visiting Scholarship(2007 - 2008)
- 清華大學第三屆新進人員研究獎(2001.03)
- "Launching Satellites: Predatory Land Policy and Forged Industrialization in Interior China," pp. 309-349 in Si-ming Li and Wing-shing Tang eds., China's Regions, Polity and Economy: A Study of Spatial Transformation in the Post-Reform Era (Hong Kong, 2000)
- 博士論文 "Local Property Rights Regime in Socialist Reforms: A Case Study of China's Informal Privatization" 獲國科會八十八學年度研究獎勵甲種。(1999)
- An Wang Postdoctoral Fellowship, Fairbank Center for East Asian Research, Harvard University (1998 - 1999)
- Wellington Koo Fellowship, Columbia University (1996 - 1998)
- President's Fellowship, Columbia University (1990 - 1996)
- Ph.D. Dissertation Fellowship, China Times Cultural Foundation (1995 - 1996)
- Ph.D. Dissertation Fellowship, Chiang Ching-Kuo Foundation (1993 - 1994)

## 國外訪問研究經歷
- Fulbright Senior Visiting Scholar, Department of Sociology, UCLA (2007 - 2008)
- An Wang Post-doctoral Fellow, Fairbank Center for East Asian Research, Harvard University (1998 - 1999)

## 研究領域及興趣
政治社會學、政治經濟學、中國政經社會變遷、台灣民主化

## 學位論文
- "Local Property Rights Regime in Socialist Reforms: A Case Study of China’s Informal Privatization".

## 著作目錄

### 學術著作

#### 期刊論文
- 許恩恩、吳介民、李宗棠、施懿倫，2019，〈「我們NGO」：太陽花運動中的網絡關係與社運團結〉，《台灣社會學》，第38期，頁1-61。(TSSCI)(全文)
- 吳介民, 2019, “中国のシャープパワーと、台湾・中国における地政学と経済関係の変化（中國銳實力與中台地緣政治經濟關係的變化）”, 愛知大學國際問題研究所紀要, 第153號，頁1-17. (Full Text)
- 吳介民（廖美譯），2018，〈全球化生產下民工公民身分差序體制：比較中國沿海三個區域〉，《中國鄉村研究》，第14卷，頁121-143。(全文)
- 吳介民，2015，〈中國因素的在地協力機制：一個分析架構〉，《台灣社會研究通訊》，83(4-11)。
- 吳介民、廖美，2015，〈從統獨到中國因素：政治認同變動對投票行為的影響〉，《台灣社會學》，第29期，頁87-130。(TSSCI)(全文)
- 吳介民，2015，〈『太陽花運動』への道―台湾市民社会の中国要因に対する抵抗〉，《日本台湾学会報》，第17号。(全文)
- 吳介民，2015，〈港台的抵抗運動為何呈現趨同性？〉，《文化研究》，頁162-167。(TSSCI)(全文)
- 吳介民，2013，〈台灣出發的中國想像〉，《思想》，24期，頁321-339。
- 吳介民，2012，〈革命在他方？此刻記憶1980年代〉，《思想》，第22期, 頁157-178。
- 吳介民、曾嬿芬，2012，〈「海峡を越えたガバナンスの場」におけるシティズンシップ政治〉，《中國21》，Vol.36，頁13-34。(全文)
- 吳介民，2011，〈永遠的異鄉客？公民身分差序與中國農民工階級〉，《台灣社會學》，第21期，頁51-99。(TSSCI)(全文)
- 曾嬿芬、吳介民，2010，〈重新思考公民身分的政治面向：以移居中國之台灣人公民身分政策為例〉，《政治與社會哲學評論》，第32期，頁93-143。(TSSCI)(全文)
- 吳介民，2009，〈中國因素與台灣民主〉，《思想》，第11期，頁141-157。(全文)
- 吳介民，2009，〈「中國模式」或多重複雜的制度形構？中國研究專題導論〉，《台灣社會學》，第18 期，頁1-3。(TSSCI)(全文)
- 吳介民、李丁讚，2008，〈生活在台灣：選舉民主及其不足〉，《思想》，第9期，頁33-68。(全文)
- 吳介民、陳志柔、陳明祺，2008，〈跨海峽新社會研究：台灣之中國研究典範更新與新興領域〉，《當代中國研究通訊》，第9期，頁12-33。(全文)
- 吳介民、李丁讚，2005，〈傳遞共通感受：林合社區公共領域修辭模式的分析〉，《台灣社會學》，第9期，頁119-163。(TSSCI)(全文)
- 吳介民，2005，〈台海上空的粉紅色幽靈〉，《台灣社會研究季刊》，第56期，頁219-234。(TSSCI)(全文)
- 李丁讚、吳介民，2005，〈現代性、宗教、與巫術：一個地方公廟的治理技術〉，《台灣社會研究季刊》，第59期，頁143-184。(TSSCI)
- Wu Jieh-min, 2004, “Beyond the Blue-Green Tango: Social Movement vs. National Security in the 320 Referendum Dispute”, Issues and Studies, 40(3/4), 342-353. (SSCI) (IF: 0.043; SSCI ranking: 97.5%,98.5%,98.8%)(Full Text)
- 吳介民，2004，〈台商社群的「關係敏感帶」與「象徵行動群聚」〉，《當代中國研究通訊》，第3期，頁37-40。(全文)
- 吳介民，2003，〈公民投票作為一種批判性的公眾力量〉，《政治與社會哲學評論》，第7期，頁177-237。(TSSCI)
- 吳介民，2002，〈解除克勞塞維茲的魔咒：分析台灣當前社會改革運動的困境〉，《台灣社會學》，第4期，頁159-198。(TSSCI)(全文)
- Wu Jieh-min, 2001, “State Policy and Guanxi Network Adaptation: A Case Study of Local Bureaucratic Rent-Seeking in China”, Issues and Studies, 37(1), 20-48. (SSCI) (IF: 0.043; SSCI ranking: 97.5%,98.5%,98.8%)(Full Text)
- 吳介民，2000，〈壓榨人性空間：身分差序與中國式多重剝削〉，《台灣社會研究季刊》，第39期，頁1-44。(TSSCI)(全文)
- 吳介民，1998，〈中國鄉村快速工業化的制度動力：地方產權體制與非正式私有化〉，《台灣政治學刊》，第3期，頁3-63。(TSSCI)(全文)
- Wu Jieh-min, 1997, “Strange Bedfellows: Dynamics of Government-Business Relations between Chinese Local Authorities and Taiwanese Investors”, Journal of Contemporary China, 6(15), 319-346. (SSCI) (IF: 0.792; SSCI ranking: 20%)(Full Text)
- 吳介民，1997，〈經貿躍進，政治僵持？後冷戰時代初期兩岸關係的基調與變奏〉，《台灣政治學刊》，第1期，頁211-255。(TSSCI)

#### 專書、論文集
- 吳介民，2023，《尋租中國：台商、廣東模式與全球資本主義》增訂版，共483頁，台北：臺大出版中心。
- Wu Jieh-min translation by Stacy Mosher, 2022, Rival Partners: How Taiwanese Entrepreneurs and Guangdong Officials Forged the China Development Model, 529 pages, Cambridge, MA: Harvard University Asia Center.
- 吳介民，2019，《尋租中國：台商、廣東模式與全球資本主義》，共443頁，台北：臺大出版中心。
- 吳介民，2012，《第三種中國想像》，共334頁，台北：左岸。

#### 主編之專書(論文集)
- 吳介民、黎安友編輯（鄭傑憶翻譯），2022，《銳實力製造機： 中國在台灣、香港、印太地區的影響力操作與中心邊陲拉鋸戰》，共512頁，台灣：左岸文化。
- Fong, Brian, Wu Jieh-min, and Andrew Nathan, 2021, China’s Influence and the Center-periphery Tug of War in Hong Kong, Taiwan and Indo-Pacific, 392 pages, Abingdon, Oxon; New York, NY: Routledge.
- 川上桃子、吳介民, 2021, 「中国ファクター」の政治社会学——台湾における中国の影響力の浸透, 280 pages, 東京: 白水社.
- 吳介民、蔡宏政、鄭祖邦, 2017, 吊燈裡的巨蟒：中國因素作用力與反作用力, 592 pages, 台北: 左岸.
- 吳介民、范雲、顧爾德，2014，《秩序繽紛的年代：1990-2010（2014年新版）》，共448頁，台北：左岸。
- 吳介民，2013，《權力資本雙螺旋：台灣視角的中國／兩岸研究》，共512頁，台北：左岸。
- 赫緒曼著，吳介民譯，2013，《反動的修辭 (Albert O. Hirschman, The Rhetoric of Reaction, the Belknap Press of Harvard University Press, 1991)》，共304頁，台北：左岸。
- 吳介民、范雲、顧爾德，2010，《秩序繽紛的年代：1990-2010》，共398頁，台北：左岸。

#### 專書(論文集)之一章
- 吳介民、廖美，2022，〈「九二共識」的式微：比較兩次台灣總統選舉〉，吳介民、黎安友編，《銳實力製造機： 中國在台灣、香港、印太地區的影響力操作與中心邊陲拉鋸戰》，頁119-145，台灣：左岸文化
- 吳介民，2022，〈不只是銳實力〉，吳介民、黎安友編，《銳實力製造機： 中國在台灣、香港、印太地區的影響力操作與中心邊陲拉鋸戰》，頁33-67，台灣：左岸文化
- 吳介民，2022，〈灰色地帶的戰爭〉，吳介民、黎安友編，《銳實力製造機： 中國在台灣、香港、印太地區的影響力操作與中心邊陲拉鋸戰》，頁11-30，台灣：左岸文化
- 江旻諺、吳介民，2021，〈「戰狼主旋律」變形入台：解析關西機場事件的中國虛假資訊鏈〉，洪浩唐, 沈伯洋編，《戰狼來了：關西機場事件的假新聞、資訊戰》，頁101-113，台北：新自然主義。
- 吳介民、川上桃子, 2021, “台湾における「中国ファクター」：その作用と反作用”, editor(s): 川上桃子、吳介民, 「中国ファクター」の政治社会学——台湾における中国の影響力の浸透, pp. 7-30, 東京: 白水社
- 吳介民，2017，〈以商業模式做統戰：跨海峽政商關係中的在地協力者機制〉，李宗榮、林宗弘編，《未竟的奇蹟：轉型中的台灣經濟與社會》，頁676-719，台灣：中央研究院社會所
- 吳介民, 2017, “中國因素作用力與反作用力”, editor(s): 吳介民、蔡宏政、鄭祖邦, 吊燈裡的巨蟒：中國因素作用力與反作用力, pp. 21-85, 台北: 左岸
- 吳介民、廖美, 2016, “佔領，打破命定論”, editor(s): 林秀幸、吳叡人, 照破：太陽花運動的振幅、縱深和視域, pp. 117-163, 台北: 左岸文化
- 吳介民, 2016, “政治ゲームとしてのビジネス―台湾企業の政治的役割をめぐって”( 作為政治競賽的商業活動：台商的政治角色 (Business as Political Game: On Political Roles of Taiwanese Firms)), editor(s): 園田茂人、蕭新煌, チャイナ・リスクといかに向きあうか－日韓台の企業の挑戦 (《怎麼面對中国風險：台日韓企業的挑戰》）, pp. 35-74, 東京: 東京大學出版會.
- Wu Jieh-min, accepted, “Taiwan after the Colonial Century: Bringing China into Foreground”, editor(s): Shu-Mei Shih, Ping-Hui Liao, Comparatizing Taiwan.
- 呉介民，広中一成訳譯，2014，〈「九二共識」――中国の影響と選挙の動態〉，馬場毅、謝政諭編，《民主と両岸関係についての東アジアの観点》，頁195-210，東京：東方書店。
- 吳介民，2013，〈權力資本雙螺旋〉，吳介民編，《權力資本雙螺旋：台灣視角的中國／兩岸研究》，頁5-18，台北：左岸。
- 吳介民、曾嬿芬，2013，〈跨國治理場域：兩岸間的身分政治競賽〉，吳介民編，《權力資本雙螺旋：台灣視角的中國／兩岸研究》，頁410-36，台北：左岸。
- 吳介民，2013，〈台灣民主、中國因素、與兩岸公民社會平台〉，郝志東編，《兩岸四地政治文化與公民社會》，頁376-388，新加坡：世界科學出版社。
- 吳介民，2012，〈「九二共識」：中國因素的選舉效應〉，收錄於馬場毅、黃英哲、謝政諭主編，《文化、民主與兩岸關係的東亞觀點》，頁163-174，臺北：東吳大學與松慧出版社。
- 吳介民，2012，〈中國因素與兩岸公民社會對話〉，曾國祥、徐斯儉編，《文明的呼喚：尋找兩岸和平之路》，頁253-288，台北：左岸。
- Wu Jieh-min, 2010, “Rural Migrant Workers and China's Differential Citizenship: A Comparative-Institutional Analysis”, editor(s): Martin King Whyte（英语：Martin King Whyte） ed., One Country, Two Societies: Rural-Urban Inequality in Contemporary China, pp. 55-81, Cambridge, MA: Harvard University Press. (Full Text)
- 吳介民，2010，〈第三種中國想像〉，吳介民、范雲、顧爾德編，《秩序繽紛的年代：1990-2010》，頁353-383，台北：左岸。(全文)
- 李丁讚、吳介民，2008，〈公民社會的概念史考察〉，謝國雄編，《群學爭鳴：台灣社會學發展史》，頁393-446，台北：群學。
- 吳介民、李丁讚，2008，〈生活在台灣：選舉民主及其不足〉，王宏仁、李廣均、龔宜君編，《跨戒：流動與堅持的台灣社會》，頁37-69，台北：群學。(全文)
- 吳介民、曾嬿芬，2007，〈兩岸社會交流：「跨海峽治理場域」中的公民身份政治〉，遠景基金會編，《兩岸開放二十年：回顧與展望》，頁233-254，台北：遠景基金會。
- 吳介民，2005，〈「關係政治學」：台商在中國的生存策略與倫理處境〉，台灣中社編，《危機時代、認識中國》，頁37-63，高雄：春暉出版社。
- 吳介民，2004，〈鄉土文學論戰中的社會想像：文化界公共領域的集體認同形塑〉，李丁讚編，《公共領域在台灣：困境與契機》，頁299-355，台北：桂冠。
- 吳介民，2001，〈虛擬產權與中國經濟的『關係法則』〉，朱燕華、張維安編，《兩岸三地經濟之社會文化分析》，頁115-128，台北：生智。
- Wu Jieh-min, 2000, “Launching Satellites: Predatory Land Policy and Forged Industrialization in Interior China”, editor(s): Si-ming Li, Wing-shing Tang, China's Regions, Polity and Economy: A Study of Spatial Transformation in the Post-Reform Era, pp. 309-349, Hong Kong: The Chinese University Press. (Full Text)
- 吳介民，1996，〈同床異夢：珠江三角洲外商與地方之間假合資關係的個案研究〉，李思名等人編，《中國區域經濟發展面面觀》，頁175-218，台北／香港：台灣大學人口研究中心與浸會大學林思齊研究所。

#### 學術會議(研討會)論文
- 吳介民，2014，〈廣東成長模式：一個台灣觀點的分析〉，發表於全球化、市場轉型與台灣企業，台北：南港：中研院社會所，2014-06-03。
- 吳介民，2014，〈太陽花学生運動』への道―台湾市民社会の中国要因に対する抵抗〉，發表於中台関係の新展開と社会変動，東京大学本郷キャンパス：日本台湾学会第16回学術大会，2014-05-24。
- Wu Jieh-min, 2014, “Boomerang Effect: Political Risks Brought Back Home by Taishang”, paper presented at Political Risks of Foreign Investment in China, Jeju National University, South Korea.: Institute for Advanced Studies on Asia, University of Tokyo, 2014-03-18 ~ 2014-03-29.
- 吳介民，2014，〈中國因素：港台社會政治自主性〉，發表於台港公民社會運動研討會，台北，國立台灣大學法律學院：華人民主書院等，2014-01-18 ~ 2014-01-19。
- 吳介民，2013，〈「中國因素」氣旋下的華語世界草根串聯〉，發表於「殖民、依賴、反抗：台灣與香港民主化之比較」研討會，新竹，國立清華大學：台聯大，2013-12-18。
- 吳介民，2013，〈「九二共識」：選舉年與非選舉年的民眾態度分析〉，發表於台灣社會學年會，台北：政治大學，2013-11-30。
- 吳介民，2013，〈「中國因素」下的台港社會運動〉，發表於「中國公民社會和公共領域的反思與展望」研討會，香港：中文大學中國研究服務中心，2013-11-28 ~ 2013-11-29。
- Wu Jieh-min, 2013, “Type of Political Risks in Investing China and Reverse Political Effects in Taiwan”, paper presented at Political Risk and Human Mobility: International Collaborative Research on the Rise of China, Tokyo: Institute for Advanced Studies on Asia, the University of Tokyo, 2013-07-22.
- Wu Jieh-min, 2013, “China’s Authoritarian Capitalism and Differential Migrant Citizenship”, paper presented at Plural Coexistence and Asian Sustainability: Asian Experiences in the Interdisciplinary Perspectives, Singapore: jointly organized by School of Humanities and Social Sciences, Nanyang Technological University and Center for Southeast Asian Studies, Kyoto University, 2013-03-11 ~ 2013-03-12.
- 吳介民，2012，〈中國珠三角發展模式變遷：1989-2009〉，發表於台灣社會學年會，台中：東海大學社會學系與台灣社會學會，2012-11-24 ~ 2012-11-25。
- 吳介民，2012，〈從統獨分歧到中國因素：詮釋台灣國家認同的變遷〉，發表於中國效應在台灣，台北南港：中央研究院社會學研究所，2012-10-05。
- 吳介民，2012，〈九二共識：兩岸政治修辭的選舉效應〉，發表於民主と兩岸關係についての東アジアの觀點，名古屋：愛知大學國際問題研究所與東吳大學政治學系，2012-06-16 ~ 2012-06-17。
- 吳介民，2011，〈「同床異夢」二十年：珠三角模式下一家台商與地方政府關係的變遷〉，發表於「臺灣人的海外活動」國際學術研討會，台北：南港：中央研究院台灣史研究所，2011-08-25 ~ 2011-08-26。
- Wu Jieh-min, 2011, “Taiwan after the Colonial Century: Bringing China into Foreground”, paper presented at Comparatizing Taiwan, Los Angeles: UCLA, 2011-01-21 ~ 2011-01-24.
- Mark Selden, Wu Jieh-min, 2010, “The Chinese State, Suppressed Consumption and Structures of Inequality in Two Epochs”, paper presented at Authoritarianism in East Asia, Hong Kong: the Southeast Asia Research Centre, City University of Hong Kong, 2010-06-29 ~ 2010-07-01.
- 吳介民，2009，〈公民身分差序與中國「農民工問題」〉，發表於後社會主義轉型中的階級政治、公民權與社會福利，國立清華大學台北月涵堂：國立清華大學當代中國研究中心和《台灣社會學》，2009-05-15。
- 吳介民，2009，〈公民身分差序與中國民工階級〉，發表於城市新移民問題及其對策研究學術研討會，廣州中山大學：廣州中山大學中國族群研究中心與香港珠海學院亞洲研究中心，2009-03-30 ~ 2009-04-02。
- 吳介民，2009，〈台灣民主、中國因素、與兩岸公民社會平台〉，發表於兩岸四地政治文化與公民社會國際研討會，澳門大學：澳門社會學學會與澳門大學社會學系，2009-03-20 ~ 2009-03-23。
- Yen-Fen Tseng, Wu Jieh-min, 2008, “Politics of Dual Membership: Regulating Taiwanese Migration to China”, paper presented at Transnationalizing Taiwanese Identities in China? Gender, Consumption, and Identity Politics, Hsin-Chu, Taiwan: Center for Contemporary China, 2008-12-26.
- Wu Jieh-min, 2008, “Comparing Three Migrant Citizenship Regimes in Globalized China”, paper presented at Breaking Down Chinese Walls: The Changing Faces of Labor and Employment in China, Ithaca, New York: Cornell University, 2008-09-26 ~ 2008-09-28.
- 曾嬿芬、吳介民，2008，〈優游兩岸、還是雙重曖昧？遷移中國之台灣人成員身分的跨國化〉，發表於中國市場轉型工作坊，中央研究院社會學所：《台灣社會學》，2008-08-29。
- Wu Jieh-min, 2007, “Migrant Citizenship Regimes in China’s Southeast Developing Region”, paper presented at Annual Conference of the British Association for Chinese Studies, University of Manchester: the British Association for Chinese Studies, 2007-09-06 ~ 2007-09-07.
- Wu Jieh-min, 2007, “State and Capital in the Making of Chinese Migrant Citizenship Regimes,” paper presented at “International Conference on Globalization and Development in Chinese Economic Region”, paper presented at International Conference on Globalization and Development in Chinese Economic Region, National Taiwan University: Globalization Studies, Institute for Advanced Studies in Humanities and Social Science, 2007-06-22 ~ 2007-06-23.
- Wu Jieh-min, 2007, “State and Capital in Chinese Migrant Citizenship Regimes”, paper presented at Association for Asian Studies Annual Meeting, Boston: Association for Asian Studies, 2007-03-22 ~ 2007-03-25.
- 曾嬿芬、吳介民，2006，〈夾縫中的公民身分：成員身分跨國化的政治〉，發表於台灣社會學會年會，台中：東海大學：東海大學，2006-11-25 ~ 2005-11-27。
- Wu Jieh-min, 2006, “Chinese Migrant Workers under Differential Citizenship: A Comparative-Institutional Analysis”, paper presented at Rethinking the Rural-Urban Cleavage in Contemporary China, Harvard University: Fairbank Center for East Asian Research, 2006-10-06 ~ 2006-10-09.
- Wu Jieh-min，2006，〈跨海峽新社會研究綱領芻議〉(Toward a New Research Program for Trans-strait Social Studies)，發表於第二届世界中國學論壇，上海：上海社會科學院，2006-09-21 ~ 2006-09-22。
- Wu Jieh-min, 2006, “Alien Nationals: Chinese Migrant Labor under Differential Citizenship”, paper presented at Association for Asian Studies Annual Meeting, San Francisco: Association for Asian Studies, 2006-04-06 ~ 2006-04-09.
- 吳介民，2006，〈「華人社會民主」公共論壇的構想〉，發表於「兩岸知識份子論壇：診斷兩岸民主」研討會，台北：東吳大學：東吳大學政治學系、澄社，2006-03-04。
- Wu Jieh-min, 2005, “Taiwanese Business Associations in China: a Contested Terrain for Symbolic Sovereignty”, paper presented at 日本中國研究學會 (The Japan Association for Modern China Studies) 年會, 愛知大學: 日本中國研究學會, 2005-10-22 ~ 2005-10-23.
- 吳介民，2005，〈順應強權，解殖正義缺席，誤認加害者〉，發表於「誰的悲情誰的歌？從影像反思二二八與白色恐怖的記憶政治」研討會，台北：台大圖書館國際會議廳：台灣社會研究季刊、台灣大學社會科學院，2005-09-16 ~ 2005-09-17。
- 吳介民、李丁讚，2004，〈傳遞共通感受：公共領域修辭模式的分析〉，發表於紀念殷海光先生逝世三十五週年「自由主義與新世紀台灣」學術研討會，台北：台灣大學圖書館國際會議廳：紀念殷海光先生學術基金會，2004-09-16。
- 吳介民, 2004, “The Contested ‘Status Quo’: Toward a Social Perspective”, paper presented at 「不穩定的三角：變動中的台美中關係」研討會, 台北，清華大學月涵堂: 國立清華大學當代中國研究中心、美國哥倫比亞大學東亞研究所、教育部顧問室現代性計畫辦公室, 2004-03-18.
- 吳介民，2003，〈『維持現狀』的焦慮感，及其出路？〉，發表於重建想像共同體 — 國家、族群、敘述國際研討會，台北，國家圖書館：行政院文化建設委員會主辦，財團法人現代文化基金會承辦，2003-12-20 ~ 2003-12-21。
- 吳介民，2003，〈「關係政治學」：台商在中國的生存策略與倫理處境〉，發表於「危機時代、認識中國」學術研討會，台中，中興大學：台灣中社、賴和文教基金會，2003-02-22。
- 吳介民，2002，〈鄉土文學論戰中的社會想像：文化界公共領域的集體認同形塑〉，發表於「公共領域在台灣」workshop，台北：殷海光基金會，2002-04-28。
- Wu Jieh-min, 2002, “Whose Village? A Case Analysis of Class Relations in Coastal China”, paper presented at Political and Economic Change in China under Globalization, Taipei: College of the Social Sciences, National Taiwan University and Mainland Affairs Commission, 2002-04-25 ~ 2002-04-27.
- 吳介民，2001，〈解除克勞塞維茲的魔咒〉，發表於組織、認同與運動者：台灣社會運動研究，台北：中研院社會學所，2001-06-21。
- Wu Jieh-min, 2000, “State Policy and Guanxi Network Adaptation: A Case Study of Local Bureaucratic Rent-Seeking in China”, paper presented at The 29th Sino-American Conference on Contemporary China, Taipei: Institute of International Relations, National Chengchi University, 2000-05-28 ~ 2000-05-30.
- Wu Jieh-min, 2000, “Fictive Ownership and Paths to Privatization in Rural China”, paper presented at Economic Reform and Institutional Change in China, Taiwan: China Studies Taskforce, Academia Sinica, 2000-04-28.
- 吳介民，1999，〈壓榨人性空間：華南蛇尾村的故事〉，發表於間別千年：臨界空間與社會，台中：東海大學，1999-12-11 ~ 1999-12-12。
- 吳介民，1999，〈虛擬產權與台商的「關係政治學」〉，發表於台商與兩岸關係研討會，香港：嶺南大學族群與海外華人經濟研究部、香港海峽兩岸關係研究中心合辦，1999-10-14 ~ 1999-10-15。
- 吳介民，1999，〈治亂循環？中國的國家—社會關係變化的線索〉，發表於「中共建政五十週年」研討會，台北，國家圖書館：國統會和政大國關中心等機構，1999-09-22 ~ 1999-09-23。
- Wu Jieh-min, 1999, “‘Fish Do Not Thrive in Clean Water’: How Chinese Local Cadres Manipulate Property Rights”, paper presented at the 94th Annual Meeting of American Sociological Association, Chicago: American Sociological Association, 1999-08-06 ~ 1999-08-10.
- Wu Jieh-min, 1999, “Guanxi across the Balance Sheet and the Taiwan Strait: Political Connections, Economic Structure, and Chinese Societies”, paper presented at the 49th Annual Meeting of the Association of Asian Studies, Chicago: Association of Asian Studies, 1999-03-13 ~ 1999-03-16.
- Wu Jieh-min, 1995, “A Tale of Two Villages: Deconstructing the Developmentalist Image of Chinese Local Industrialization”, paper presented at the Second Annual Meeting of the Taiwanese Political Science Association, Taipei: Taiwanese Political Science Association, 1995-12-23 ~ 1995-12-24.
- Wu Jieh-min, 1995, “Strange Bedfellows: An Inquiry into the Pseudo-Joint-Venture Relationship between the Local Authorities and Foreign Capital in the Pearl River Delta”, paper presented at Local Development in China, Taipei: Department of Geography, National Taiwan University, 1995-03-01 ~ 1995-03-02.

#### 學術書評
- 吳介民，2020，〈「回應王宏仁教授評論《尋租中國》」〉，《台灣社會學刊》，66, 231-237。
- 吳介民，2020，〈「東亞資本主義中的臺商、越南與中國--書評：王宏仁著，《全球生產壓力鏈：越南臺商、工人與國家》〉，《臺灣社會學刊》，66, 203-222。
- Wu Jieh-min, 2002, “"Imminent Collapse or Tolerable Instability?" A review of Gordon Chang’s The Coming Collapse of China”, Issues and Studies, 38(2), 248-250.

#### 他類論文
- Wu Jieh-min, 2023, “Taiwan: The Paradox of Preserving the Status Quo”, Diplomat.
- 簡國龍、廖美、吳介民，2021，〈國產疫苗緊急使用授權爭議與因應路徑〉，《記疫》。
- Wu Jieh-min, 2020, “What Can Taiwan Do to Help Defend Hong Kong?”, Diplomat.
- 吳介民，2018，〈新版導論〉，《沒有安全感的強國：從鎖國、開放到崛起，中國對外關係70年》。
- 吳介民，2013，〈中文版導論：與脆弱的強權為鄰〉，《尋求安全感的中國，黎安友、施道安合著》，頁7-19。
- 吳介民，2013，〈中文版導論：如何破解反動的修辭〉，《反動的修辭，赫緒曼（Albert Hirschman）著》，頁45-57。
- 吳介民，2000，〈中文版導論：從毛政權的宮廷政治，到台灣的中國研究〉，《中國的變遷，黎安友(Andrew Nathan) 著》，頁7-14。
- 吳介民，1998，〈中文版導論：解析中國的戰略意圖〉，《長城與空城計：中國尋求安全的戰略，黎安友與陸伯彬（英语：Robert S. Ross）(Andrew Nathan and Robert Ross)合著，何大明譯》，xx-xx。

### 文學著作
- 《地犬：吳介民詩集》（台北：印刻文學生活雜誌出版有限公司，2017）

## 外部連結
- 吳介民／第三種中國想像（獨立評論@天下）
- 中央研究院·社会学研究所